# Steubenville, Ohio
Steubenville là một thành phố thuộc quận Jefferson, tiểu bang Ohio, Hoa Kỳ. Năm 2010, dân số của thành phố này là 18659 người.

## Dân số
- Dân số năm 2000: 19015 người.
- Dân số năm 2010: 18659 người.